# Пінкні (Нью-Йорк)
Пінкні (англ. Pinckney) — місто (англ. town) в США, в окрузі Льюїс штату Нью-Йорк. Населення — 313 особи (2020).

## Демографія
Згідно з переписом 2010 року, у місті мешкало 329 осіб у 137 домогосподарствах у складі 88 родин. Було 248 помешкань
Расовий склад населення:
| - 98,8 % — білих |

До двох чи більше рас належало 1,2 %. Частка іспаномовних становила 0,6 % від усіх жителів.
За віковим діапазоном населення розподілялося таким чином: 22,2 % — особи молодші 18 років, 67,8 % — особи у віці 18—64 років, 10,0 % — особи у віці 65 років та старші. Медіана віку мешканця становила 43,3 року. На 100 осіб жіночої статі у місті припадало 135,0 чоловіків;  на 100 жінок у віці від 18 років та старших — 122,6 чоловіків також старших 18 років.
Середній дохід на одне домашнє господарство  становив 42 664 долари США (медіана — 37 031), а середній дохід на одну сім'ю — 41 385 доларів (медіана — 36 141). Медіана доходів становила 41 583 долари для чоловіків та 37 083 долари для жінок. За межею бідності перебувало 26,3 % осіб, у тому числі 36,1 % дітей у віці до 18 років та 17,1 % осіб у віці 65 років та старших.
Цивільне працевлаштоване населення становило 167 осіб. Основні галузі зайнятості: роздрібна торгівля — 29,3 %, освіта, охорона здоров'я та соціальна допомога — 22,2 %, будівництво — 13,8 %, оптова торгівля — 7,8 %.